# ديفيد ريفيرا
ديفيد ريفيرا (بالإنجليزية: David Rivera)‏ هو سياسي أمريكي، ولد في 16 سبتمبر 1965 ببروكلين في الولايات المتحدة. حزبياً، نشط في الحزب الجمهوري.

## مناصب
- في انتخابات مجلس النواب الأمريكي 2010 [الإنجليزية]‏، انتخب عضو مجلس النواب الأمريكي عن دائرة Florida's 25th congressional district [الإنجليزية]‏ وقد انضم خلال فترته النيابية [الإنجليزية]‏ (5 يناير 2011 – 3 يناير 2013)  للكتلة البرلمانية الحزب الجمهوري.
- انتخب Campaign manager [الإنجليزية]‏ (1996 – ).
- انتخب عضو مجلس نواب فلوريدا (2002 – 2010).
- انتخب عضو مجلس النواب الأمريكي.